# Abomination
Abomination ist eine US-amerikanische Death- und Thrash-Metal-Band aus Chicago, Illinois, die 1987 gegründet wurde, sich 1993 auflöste und seit 1999 aktiv ist.

## Geschichte
Die Band wurde im Jahr 1987 gegründet und bestand aus dem Schlagzeuger Aaron Nickeas, dem Gitarristen Chaz Baker und dem Bassisten und Sänger Mike Pahl. 1988 sah Paul Speckmann, der zu diesem Zeitpunkt in der Band Funeral Bitch war und zuvor schon bei Master und War Cry tätig gewesen war, sich einen Auftritt dieser Gruppe an. Dabei zeigte sich Speckmann vor allem von Nickeas beeindruckt. Nachdem beide Bands noch später in der Nacht zusammen geprobt hatten, entschieden sich Speckmann und Nickeas dazu, daran schon bald anzuknüpfen, am besten mehrmals mehrere Stunden. In einem Probestudio in Chicago, das Mike Jones, einem Freund von Nickeas, gehörte, probten beide dann weiter mit dem Impulse-Manslaughter-Gitarristen Mike Schäffer. Hierbei entstanden erste Lieder wie Social Outcast und Doomed by the Living. Nachdem ein erstes Demo aufgenommen worden war, das unter anderem auch eine Coverversion eines Master-Liedes enthält und von dem ca. 700 Kopien abgesetzt werden konnten, entschieden sich die Mitglieder bei allen anderen Bands, in die sie involviert waren, auszusteigen und sich Abomination zu widmen. Die nun ehemaligen Abomination-Mitglieder Baker und Pahl gründeten mit dem Funeral-Bitch-Gitarristen Alex Olvera die Band Funeral Nation. Später im Jahr wurde Schäffer durch Dean Chioles, einen Freund von Nickeas, ersetzt. Es folgten die Proben zum zweiten Demo. Dieses Demo erschien selbstbetitelt im Jahr 1989. Zudem hielt die Band verstärkt Auftritte ab, wobei sie unter anderem zusammen mit Cro-Mags, Death, Sacred Reich, Atrophy, Broken Bones, Indestroy und Killjoy auftrat. Im Frühjahr 1989 ging es zusammen mit Burnt Offering auf Tournee durch Nordamerika. Nachdem die Gruppe Angebote von Peaceville Records und Roadracer Records ausgeschlagen hatte, unterzeichnete sie Ende 1989 einen Plattenvertrag bei Nuclear Blast. Der Vertrag war durch Speckmann zustande gekommen, der auf einen alten Freund namens Joe Caper von Righteous Pigs getroffen war. Speckmann hatte Caper das erste Demo überreicht, woraufhin Caper, Mitch Harris und eine weitere Person namens Slatko das Label überzeugen konnten. In den DKP Studios in Villa Park, Illinois, wurde daraufhin mit dem Produzenten Bob Pucci das Debütalbum aufgenommen. Die Veröffentlichung des selbstbetitelten Albums fand Anfang 1990 statt. Das Album konnte die Bekanntheit der Band, vor allem Speckmanns, steigern. 1991 folgte das zweite Album Tragedy Strikes, ehe es 1993 zur Auflösung kam. 1999 fand sich die Band wieder zusammen. Im selben Jahr erschien die EP Final War. Anfang des Jahres unternahm die Band eine Tour durch die USA, die 24 Auftritte umfasste. Dabei kam es zeitweise zu Verwirrung, da Speckmann sowohl mit Abomination als auch mit Master auftrat und beide Gruppen aus denselben Mitgliedern bestanden. Mit zwei Gruppen derselben Besetzung, deren Stile nur partiell unterschiedlich sind, trat Speckmann auch 2000 in Erscheinung: Krabathor und Martyr.
Im November 2011 erschien die Kompilation Abomination / Tragedy Strikes, die aus den beiden ersten Alben, der 1999er EP und seltenen Demoaufnahmen aus den Jahren 1987 und 1988 besteht. 2011 hielt die Gruppe auch eine kleine Tournee durch Europa ab.  Seit 2011 ist die Band nur sporadisch aktiv beziehungsweise jahrelang inaktiv und gibt nur gelegentlich Konzerte. Stattdessen ist Speckmann meist mit Master aktiv. Über Metal Bastard Enterprises erschien 2017 das Live-Album Suicidal Dreams – Official Live Bootleg, dem sich im folgenden Jahr bei demselben Label die Live-EP Live in Germany anschloss.

## Stil
Im Interview mit Jakob von Metal.de gab Speckmann an, dass er es vorzieht, polit- und sozialkritische Texte statt über Satan zu schreiben. Schon 1990 nannte er im Interview mit Markus Müller vom Magazin Deadline die Themenbereiche Religion, Leben/Tod und Krieg. Musikalisch sei er – sagte er im erstgenannten Interview – unter anderem durch Black Sabbath, Motörhead, Venom, Slayer, GBH, Minor Threat und Discharge beeinflusst worden. Das Blast Off! führte 1990 diesbezüglich Motörhead und Cro-Mags an. Speckmann erklärte im Interview mit Robex Lundgren von ghgumman.blogg.se, dass anfänglich Songs von ihm und Schäffer getrennt geschrieben wurden. Nach Chioles’ Hinzukommen habe auch dieser an Liedern mitgeschrieben, aber auf lange Sicht habe er 90 % der Arbeit geleistet. Er selbst ordnete Abomination dem Death- und Thrash-Metal zu. Als anfänglicher Einfluss, sich der Musik zu widmen, gab Speckmann Black Sabbath an. 1990 hatte er seinen Stil als „Technical Thrash“ bezeichnet. Laut Matthias Herr in Matthias Herr's Heavy Metal Lexikon Vol. 2 handelte es sich bei Abomination noch um eine Hardcore-Punk-Band, ehe man sich nach Speckmanns Beitritt einer Mischung aus Death- und Thrash-Metal gewidmet habe. Nach dem Hinzukommen von Chioles habe dieser für das Songwriting verantwortlich gezeichnet. Das Debütalbum biete kraftvollen Thrash Metal mit aggressivem Gesang, der an die Death-Metal-Vergangenheit Speckmanns erinnere. Laut der Facebook-Präsenz wurde der Text von The Choice von Aaron Nickeas geschrieben. Das Album Tragedy Strikes behandele unter anderem den Zweiten Golfkrieg. Jon Kristiansen schrieb in Metalion: The Slayer Mag Diaries über das erste Demo, dass hierauf aggressiver Death Metal zu hören ist, wobei klangliche Gemeinsamkeiten zu Master bzw. Deathstrike vorhanden seien. Auf Nachfrage Martin Wicklers vom Metal Hammer, wieso er zwei Bands mit derselben Besetzung leiten würde, rechtfertigte sich Speckmann, dass die Songs von Master eher kompromisslos, geradlinig und simpel „mit teils einfachen Punk-Riffs“ sind, während Abomination abwechslungsreicher und schneller sei. Auch sei sein Gesang hier nicht so „dreckig und wütend“.
Martin Popoff rezensierte in seinem Buch The Collector's Guide of Heavy Metal Volume 3: The Nineties das Debütalbum und bezeichnete es als technisch anspruchsvollen Thrash Metal und zog einen Vergleich zu Voivod, „richtig schmierigen“ Destruction oder verdrehten und wütenden Coroner. Popoff empfand die Musik jedoch als wenig zugänglich, sondern eher als lauten, wenn auch technisch anspruchsvollen, Krach. Im Deadline meinte Markus Müller, das Album sei „kein schierer Death Metal“, denn es beinhalte „einige klassische Thrash Metal Elemente“. Mordhorst vom Blast Off! legte Wert darauf, in der Darbietung keine aufgesetzte musikalische Brutalität zu sehen, sondern die Gefühlswelt Speckmanns dahinter zu erkennen. Für ihn sei Speckmann der neue „God of Death“ oder zumindest „King of Death“. Wolfgang Schäfer vom Rock Hard rezensierte das Album ebenfalls und beschrieb die Gruppe dabei als uninspiriieren und unarrangierten Ableger von Master. Aufgrund der abwechslungsarmen und unoriginellen Musik riet er vom Kauf des Albums ab und verwies stattdessen auf Atrophys Violent by Nature. In einer späteren Ausgabe besprach Markus Müller Tragedy Strikes. Die Songs seien zwar besser produziert und aufgebaut, jedoch fehle die „rotzige Aggressivität“ des Vorgängers, wodurch der Wiedererkennungswert der Band verloren gehe. Insgesamt sei das Album für Fans von „straightem, sauber gespieltem Thrash“ geeignet.

## Diskografie
- 1988: Demo 1 (Demo, Eigenveröffentlichung)
- 1989: Abomination (Demo, Eigenveröffentlichung)
- 1990: Master / Abomination (Split mit Master, Nuclear Blast)
- 1990: Abomination (Album, Nuclear Blast)
- 1991: Tragedy Strikes (Album, Nuclear Blast)
- 1999: The Final War (EP, Metal Age Recordings)
- 1999: Curses of the Deadly Sin (Kompilation, Metal Age Recordings)
- 2011: Abomination / Tragedy Strikes (Kompilation, Nuclear Blast)
- 2012: Demos (Kompilation, Doomentia Records)
- 2017: Suicidal Dreams - Official Live Bootleg (Live-Album, Metal Bastard Enterprises)
- 2018: Live in Germany (Live-EP, Metal Bastard Enterprises)